# Frutos Saavedra Meneses
Frutos Saavedra Meneses, né le 25 octobre 1823 à Ferrol et mort le 23 octobre 1868 à Madrid, est un militaire, géodésien et homme politique espagnol.

## Biographie
Il effectue sa formation à l'Académie militaire de Ségovie, où il sera plus tard enseignant. Il atteint le grade de colonel.
Incorporé dans le corps d'artillerie, il représente cette arme dans la Commission de la carte d'Espagne, où il se lie d'amitié avec Carlos Ibáñez e Ibáñez de Ibero. Ils conçoivent ensemble une règle géodésique qui est réalisée à Paris par Jean Brunner. Cet instrument est employé pour mesurer la base centrale du réseau géodésique espagnol,,. Cet étalon géodésique devient l'étalon du mètre espagnol jusqu'à la réception des prototypes nationaux du mètre attribués à l'Espagne en 1889.
Il commence sa carrière politique comme député de l'Union libérale pour la circonscription de la Corogne et remplit quatre mandats entre 1860 et 1866. En 1864, il est nommé Directeur général des Travaux publics.
Saavedra est nommé en 1862 à l'Académie royale des sciences exactes, physiques et naturelles en raison de ses travaux géodésiques. En 1867, il est également nommé académicien de l'Académie royale espagnole, mais ne pourra pas y accéder en raison de sa mort prématurée,.